# Kriminalpolitik
Kriminalpolitik är ett politikområde som rör de statliga åtgärderna rörande kriminalitet. Åtgärderna utgörs i huvudsak av lagstiftning, polis, åklagarväsendet, domstolar och inkapacitering genom kriminalvården, att genom maktmedel styra medborgarna med hot om straff och genom tvång, men enligt kriminologen Jerzy Sarnecki och sociologen Ingrid Sahlin kan kriminalpolitiken ses bredare, att innefatta sociala, samhälleliga institutioner som barnomsorg, skola, socialpolitik, bostadspolitik med mera.
Inom samhällsvetenskapen studeras kriminalpolitiken. Liksom alla praktiskt politiska vetenskaper förutsätter den en enhetlig uppfattning av ändamålet som given. Utgår man, som man ofta gör numera, från att straffet först och främst är till för att skydda samhället mot brott (Brottsprevention), förutsätter det en någorlunda tillförlitlig kunskap, dels om brottslighetens natur och orsaker (kriminologi), dels om hur olika straff fungerar (penologi). 
I det förra avseendet är våra kunskaper, särskilt med den moderna psykiatrins och kriminalstatistikens hjälp, numera betydligt större. I det senare avseendet befinner man sig fortfarande i stort sett ännu på ett experimentstadium. Kriminalpolitikens vetenskapliga betydelse består inte enbart av att den utgör grundvalen för lagstiftningsarbetet på straffrättens område, utan även på det sättet att den lär oss bättre förstå de gällande rättsreglerna genom att anlägga ändamålssynpunkter på dem.